# Марлен Дітріх
Марле́н Ді́тріх (нім. Marlene Dietrich, [maɐˈleːnə ˈdiːtʁɪç]; 27 грудня 1901, Берлін — 6 травня 1992, Париж) — німецько-американська акторка, співачка, естрадна артистка, музикантка.
Дітріх була популярною протягом всієї своєї довгої кар'єри, постійно відкриваючи себе заново. В Берліні 1920-х виступала на сцені й у німому кіно. Роллю у «Блакитному ангелі» Йозефа фон Штернберга здобула міжнародну популярність і контракт з Paramount Pictures у США. Голлівудські фільми, такі як «Шанхайський експрес» та «Бажання» популяризували Дітріх, зміцнили її славу і зробили її однією з найбільш високооплачуваних акторок того часу. В 1937 році Дітріх отримала американське громадянство. Під час Другої світової активно працювала у фронтовою естрадною акторкою. Після війни іноді знімалася в окремих фільмах, проте більшу частину 1950–1970-их подорожує світом, виступаючи у різних шоу.
У 1999 році Американський інститут кіномистецтва в «Серії 100 найвеличніших зірок кіно за 100 років» відвів Дітріх дев'яте місце.

## Дитинство
Марія Магдалена Дітріх народилася в Шенеберзі (з 1920 року — район Берліна), Німеччина, в родині Луї Еріха Отто Дітріха та Вільгельміни Елізабет Жозефіни Дітріх (до шлюбу Фельзинг), які побралися у грудні 1898 року. Мала старшу на рік сестру Елізабет. Батько був офіцером поліції, мати походила з заможної берлінської родини, що володіла фірмою з виробництва годинників. Батько помер в 1911 році. Друг батька Едуард фон Лош, перший лейтенант гренадерів, упадав біля матері Марії Магдалени та врешті одружився з нею 1916 року, але незабаром помер від травм у Першій світовій.
Фон Лош ніколи офіційно не удочеряв сестер Дітріх, тому фон Лош не було їхнім прізвищем, як це іноді стверджують[джерело?]. У родинному колі Марія Магдалена отримала прізвисько «Лейнех». Приблизно 11-річною вона скоротила два свої імені до «Марлен».
З 1907 по 1917 рік Дітріх відвідувала школу для дівчат Аугусти Вікторії. Підліткою цікавилася театром і поезією, вчилася грати на скрипці. Мрії стати скрипалькою перервала травма зап'ястка, однак в 1922 році вона таки влаштувалась на першу роботу скрипалькою у гурт акомпаніаторів німих фільмів у Берліні, звідки її звільнили через чотири тижні.

## Рання кар'єра

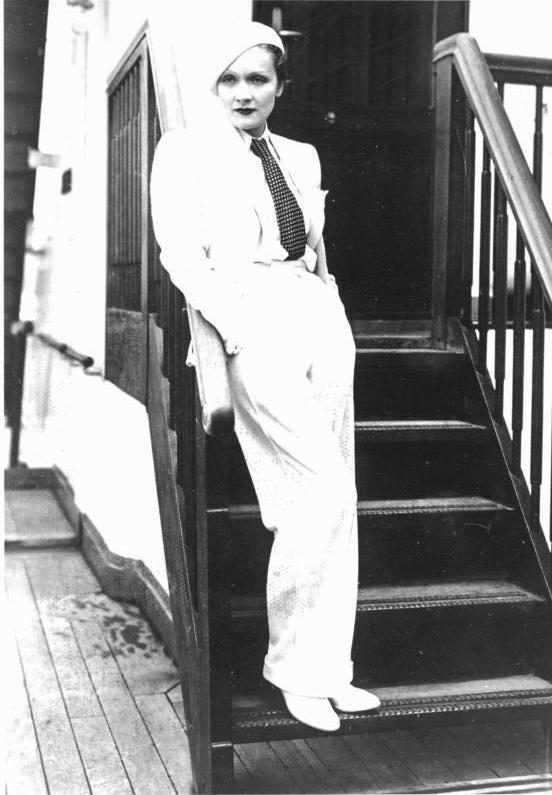
В Німеччині 1933 року

1921 року Дітріх пройшла прослуховування в академії драми театрального режисера та антрепренера Макса Рейнгардта, і хоча воно не було вдалим, незабаром почала працювати в його театрі хористкою й виконувати невеликі ролі в драмах.
Вперше з'явилася на екрані в епізодичній ролі у фільмі «Такими є чоловіки» (нім. So sind die Männer). Того ж року на знімальному майданчику фільму «Трагедія кохання» познайомилася з Рудольфом Зібером, з яким одружилася 17 травня 1924 року. 13 грудня 1924 року народила доньку Марію Елізабет Зібер, акторку, пізніше відому як Марія Ріва.
Протягом 1920-х Дітріх продовжувала працювати на сцені та в кіно у Берліні й Відні. В театрі грала різнопланові ролі у таких п'єсах як «Скриня Пандори» Франка Ведекінда, «Приборкання норовливої» та «Сон літньої ночі» Шекспіра, а також «Назад до Мафусаїла» та «Нерівний шлюб» Джорджа Бернарда Шоу. Брала участь у таких мюзиклах і ревю як Broadway, Es Liegt in der Luft та Zwei Krawatten.
До кінця 20-х Дітріх виконує і значні ролі у кінофільмах, серед яких «Кафе Електрик» (нім. Café Electric, 1927), «Цілую вашу руку, мадам» (нім. Ich küsse Ihre Hand, Madame, 1928) та «Корабель загублених» (нім. Das Schiff der verlorenen Menschen, 1929).
У 1929 році Дітріх виконала роль шансонетки Лоли-Лоли у фільмі «Блакитний ангел» кіностудії UFA (режисеру стрічки Джозефу фон Штернбергу згодом припишуть славу «першовідкривача» Дітріх. У цьому ж фільмі вперше прозвучала візитівка Дітріх, пісня «Знову закохуюсь» (англ. Falling in Love Again).

## Кінозірка

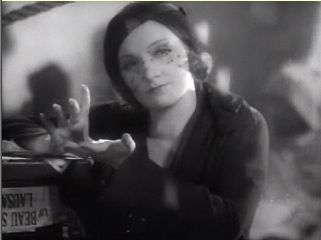
Уривок з фільму «Марокко» (1930)

Міжнародний успіх «Блакитного ангела» та зусилля фон Штернберга, який влаштувався в Голлівуді, дозволяють Дітріх переїхати до США, працювати за контрактом з Paramount Pictures. Студія прагнула вивести Дітріх на кінематографічний ринок як німецьку відповідь на шведську сенсацію «MGM» Грету Гарбо. Першим американським фільмом «Марокко» фон Штернберга Дітріх виборює номінацію на Оскара.
В історію кінематографу Дітріх увійшла як зірка серії фільмів фон Штернберга, знятих на Paramount між 1930 та 1935: «Марокко», «Збезчещена», «Шанхайський експрес», «Білява Венера» (англ. Blonde Venus), «Кривава імператриця» та «Диявол — це жінка» (англ. The Devil is a Woman). У Голлівуді фон Штернберг прагнув створити для Дітріх образ фатальної жінки, в рамках чого, зокрема, стимулював її до схуднення, інтенсивно тренував як акторку. Дітріх довіряла режисеру і виконувала його часом деспотичні вказівки, яким противились інші актори.

Анна Мей Вонг та Марлен Дітріх у фільмі Шанхайський експрес (1932)

Важливою частиною ефекту Дітріх було режисерське використання гри світла та тіні, зокрема, освітлення через вуаль або ґратчасті жалюзі (як у «Шанхайському експресі»), що у поєднанні з пильною увагою до всіх аспектів сценографії та костюмів, зробило цю серію однією з найбільш візуально витончених в історії кіно. Критики досі обговорюють розподіл заслуг в успіху серії, однак більшість сходяться на тому, що після розриву співпраці таких висот не досягали більше ні Штернберг, ні Дітріх.

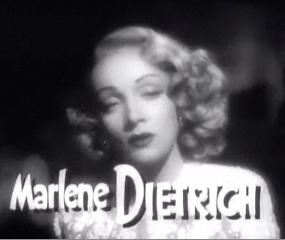
Уривок з фільму «Закордонний роман» (1948)

Після фільму «Лицар без обладунків» (англ. Knight Without Armour) 1937 року до Дітріх та ряду інших акторів (Фред Астер, Джоан Кроуфорд, Мей Вест, Долорес дель Ріо, Кетрін Гепберн) приклеївся ярлик «отрута для касових зборів» («box office poison»). Однак 1939 року роль у комедійному вестерні «Дестрі знову у сідлі» (англ. Destry Rides Again) відновила її репутацію. У фільмі вперше прозвучала популярна пісня «Хлопці в задній кімнаті» (англ. The Boys in the Back Room). Подібну роль Дітріх виконала у 1942 році з Джоном Вейном у фільмі «Негідники» (англ. The Spoilers).
Дітріх продовжувала зніматися в кіно, в тому числі у таких режисерів як Біллі Вайлдер, Фріц Ланг, Альфред Гічкок та Орсон Веллс, в таких успішних картинах як «Закордонний роман» (англ. A Foreign Affair), «Свідок обвинувачення» (англ. Witness for the Prosecution), «Відбиток зла» (англ. Touch of Evil), «Нюрнберзький процес» та «Страх перед сценою».

## Естрадна артистка Другої світової
Марлен Дітріх, як відомо, мала тверді політичні антинацистські переконання і відверто їх висловлювала. В інтерв'ю Дітріх повідомляла, що вона отримувала пропозиції від представників Націонал-соціалістичної партії щодо повернення до Німеччини, однак відхилила їх. У 1939 році Дітріх, яка з презирством ставилася до нацизму, набула громадянства США.

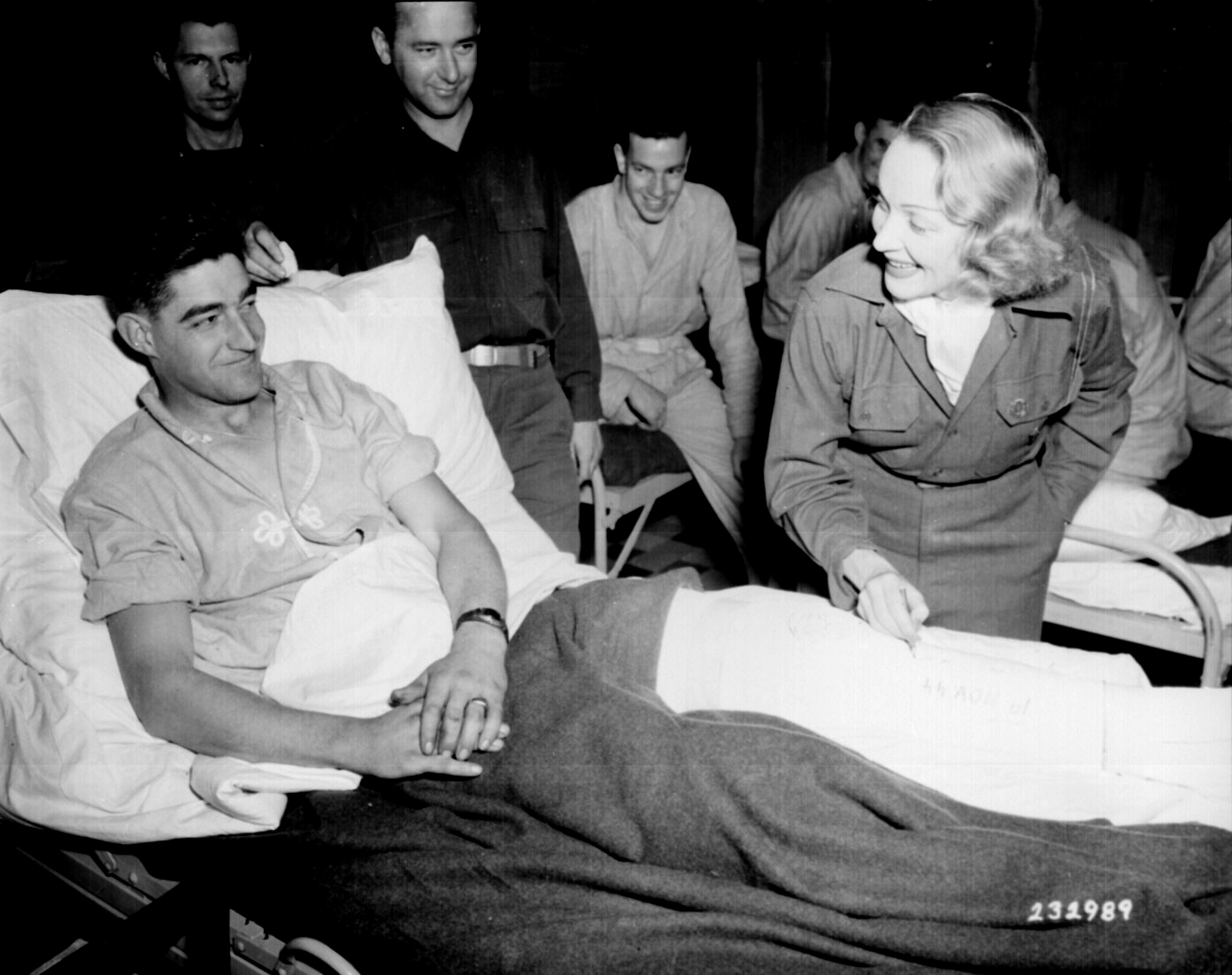
Дітріх залишає автограф на загіпсованій нозі солдата (Бельгія, 1944)

У грудні 1941 року США вступили в Другу світову війну, і Дітріх стала однією з перших знаменитостей, які популяризували облігації військової позики. Вона гастролювала по США з січня 1942 по вересень 1943 року (виступивши перед 250 000 солдатами на тихоокеанському узбережжі), і стверджувала, що продала більше облігацій військової позики, ніж будь-яка інша знаменитість.
Під час двох подовжених турів для USO в 1944 і 1945 роках Дітріх виступала для союзних військ на фронтах в Алжирі, Італії, Англії та Франції та вступила до Німеччини разом з генералами Джеймсом М. Гевіном та Джорджем С. Паттоном. Коли її запитали, чому вона зробила це, попри явну небезпеку перебування за кілька кілометрів від німецьких військ, Дітріх відповіла: «Aus Anstand» — «Це був гідний вчинок». Її ревю з майбутнім основоположником телебачення Денні Томасом включало пісні з її фільмів, номер «читання думок» і виступи на музичній пилці, гру на якій вона засвоїла, виступаючи на сценах Берліна в 1920-ті.
У 1944 році Відділ з роботи над бойовим духом Управління стратегічних служб (ОСС) ініціював проєкт «Musac» — музичні пропагандистські передачі, спрямовані на деморалізацію ворожих солдатів. Дітріх, єдина виконавиця, проінформована щодо призначення записів, виконала кілька пісень німецькою для цього проєкту, зокрема «Лілі Марлен» (Lili Marleen), улюблену пісню солдатів по обидві сторони конфлікту. Вільям Джозеф Донован, керівник ОСС, пише Дітріх: «Я особисто висловлюю глибоку подяку за вашу великодушність під час створення для нас цих записів».
У 1945 році Дітріх була нагороджена Президентською медаллю Свободи США. Вона сказала, що це був її найбільший успіх. Також була відзначена орденом Почесного легіону французького уряду, в якості визнання її досягнень у воєнний час.

## Співачка
Музична кар'єра Дітріх охоплює понад півстоліття. До того як стати всесвітньою знаменитістю, вона з Марго Лайон записала дует «Wenn die Beste Freundin».
У 1930 році в Берліні Дітріх записала уривки зі свого фільму «Блакитний ангел» англійською та німецькою. Саме в цей час вона вперше записала «Знову закохуюсь» Фрідріха Холаендера.
1933 року в паризькій сесії запису для Polydor Дітріх випустила декілька класичних треків, в тому числі «Allein in Einer Grossen Stadt» Франца Ваксмана. У 1939 році на Decca Records Дітріх записала «Хлопці в задній кімнаті» (англ. The Boys in the Back Room) з кінофільму «Дестрі знову у сідлі». У 1945 році вона записала власну версію «Лілі Марлен».
1950 року платівка «Marlene Dietrich Overseas» з американськими піснями епохи Другої світової, перекладеними німецькою, стала хітом. Співачка також записала кілька дуетів з Розмарі Клуні.

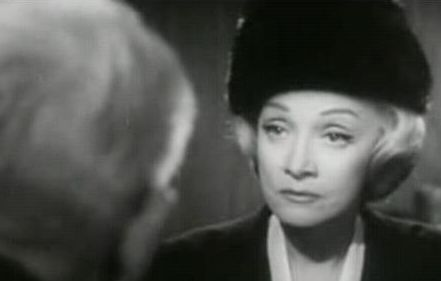
Кадр з фільму «Нюрнберзький процес» (1961)

У 1960-х Дітріх записала багато синглів і кілька альбомів, в основному в супроводі оркестру на чолі з Бертом Бакараком. 1972 року в Новому лондонському театрі Дітріх записала на плівку концерт «An Evening With Marlene Dietrich» — також відомий як «I Wish You Love»: концерт був перевиданий із включенням додаткових матеріалів у вигляді 75 хвилинного DVD у 2003 році.
Останнім її записом, зробленим у паризькій квартирі у 1987 році, є пролог до пісень «Wenn ich mir was wuenschen duerfte» та «Illusions» німецького рок-співака Удо Лінденберга, виконаний англійською та німецькою.
Відповідаючи на запитання Максиміліана Шелла в документальному фільмі «Марлен» (Marlene, 1984), які з її власних записів є найулюбленішими, Дітріх сказала, що, на її думку, найкраще їй вдався альбом «Marlene singt Berlin-Berlin» (1964), в якому вона виконує старі берлінські шлягери.

## Театр та кабаре

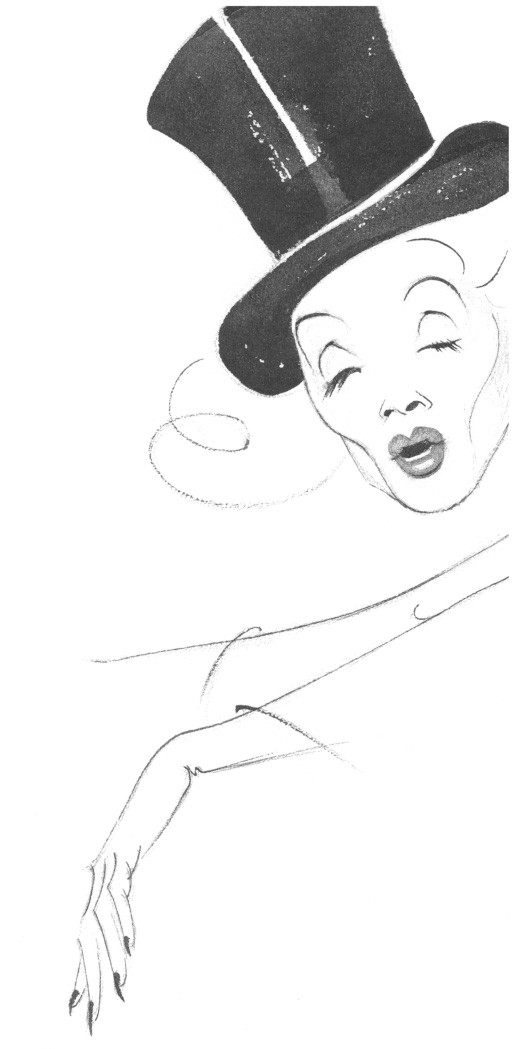
Карикатура Ганса Георга Фанмюлера: Дітріх під час виступу в кабаре в 1954 році.

Від початку 1950-х до середини 1970-х років Дітріх працювала майже виключно як високооплачувана артистка кабаре, виступаючи у великих театрах великих міст у всьому світі.
У 1953 році Дітріх запропонували значну на той час суму — 30 000 американських доларів на тиждень за появу в готелі Sahara, що на Лас-Вегас-Стріп. Шоу було коротке і складалось лише з кількох пісень. Відверті костюми, створені для Дітріх дизайнером Жаном-Луї, набули широкого розголосу і привертали значну увагу публіки. Ця пропозиція була настільки успішною, що Дітріх отримала запрошення виступити наступного року в лондонському «Кафе де Парі». Це стало початком нового етапу в її кар'єрі.
Після початку співпраці з аранжувальником Бертом Бакараком у середині 1950-х програми Дітріх стали розвиватися від простого виступу в нічному клубі до амбітніших шоу «однієї жінки» з великою кількістю нових матеріалів. У її репертуарі були пісні з власних фільмів, а також популярні пісні того часу. Аранжування Бакарака допомогли «розширити» діапазон голосу Дітріх (вона була контральто) і дозволили їй виконувати пісні з максимальним драматизмом.
У 1960 році Дітріх повернулася до Німеччини з концертним туром, який викликав неоднозначну реакцію. Багато німців інтерпретували дії Дітріх під час Другої світової як зраду батьківщини. Під час виступу в берлінському театрі Титанія Паласт глядачі протестували, скандуючи: «Marlene Go Home!» («Марлен, забирайся додому!»). З іншого боку, Дітріх тепло прийняла інша частина німців, зокрема мер Західного Берліна Віллі Брандт. Тур був тріумфальним з художньої точки зору, однак провалився фінансово. Приблизно в той же час вона також здійснила тур по Ізраїлю, де отримала добрий прийом. Під час ізраїльського турне Дітріх заспівала кілька пісень німецькою, в тому числі німецьку версію антивоєнного гімну «Where Have All the Flowers Gone» Піта Сігера, прорвавши неофіційне табу на використання німецької мови в Ізраїлі.
Дітріх з Бакараком в ролі диригента двічі з'явилася на Единбурзькому фестивалі (в 1964 і 1965), а також двічі (1967 і 1968) виступала на Бродвеї, отримавши спеціальну премію «Тоні» за виконання. Костюми Дітріх (сукні, покриті тисячами кристалів, пухове пальто) та ретельне освітлення сцени допомогли зберегти гламурний образ Дітріх і в літньому віці.
У листопаді 1972 року в Лондоні відзнято телеверсію шоу Дітріх, поставленого на Бродвеї. Воно обійшлося їй у 250 000 доларів США, однак результат не задовольнив артистку. Це шоу під назвою «I Wish You Love», було показано у Великій Британії на BBC 1 січня 1973 року і в США на CBS 13 січня 1973 року. Надалі у VHS і DVD-релізах шоу було перейменовано на «An Evening With Marlene Dietrich».

## Останні роки
Кар'єра Дітріх в шоу-бізнесі практично завершилася 29 вересня 1975 року, коли під час виступу на Сіднейській сцені в Австралії вона зламала ногу. Її чоловік, Рудольф Зібер, помер від раку 24 червня 1976 року.

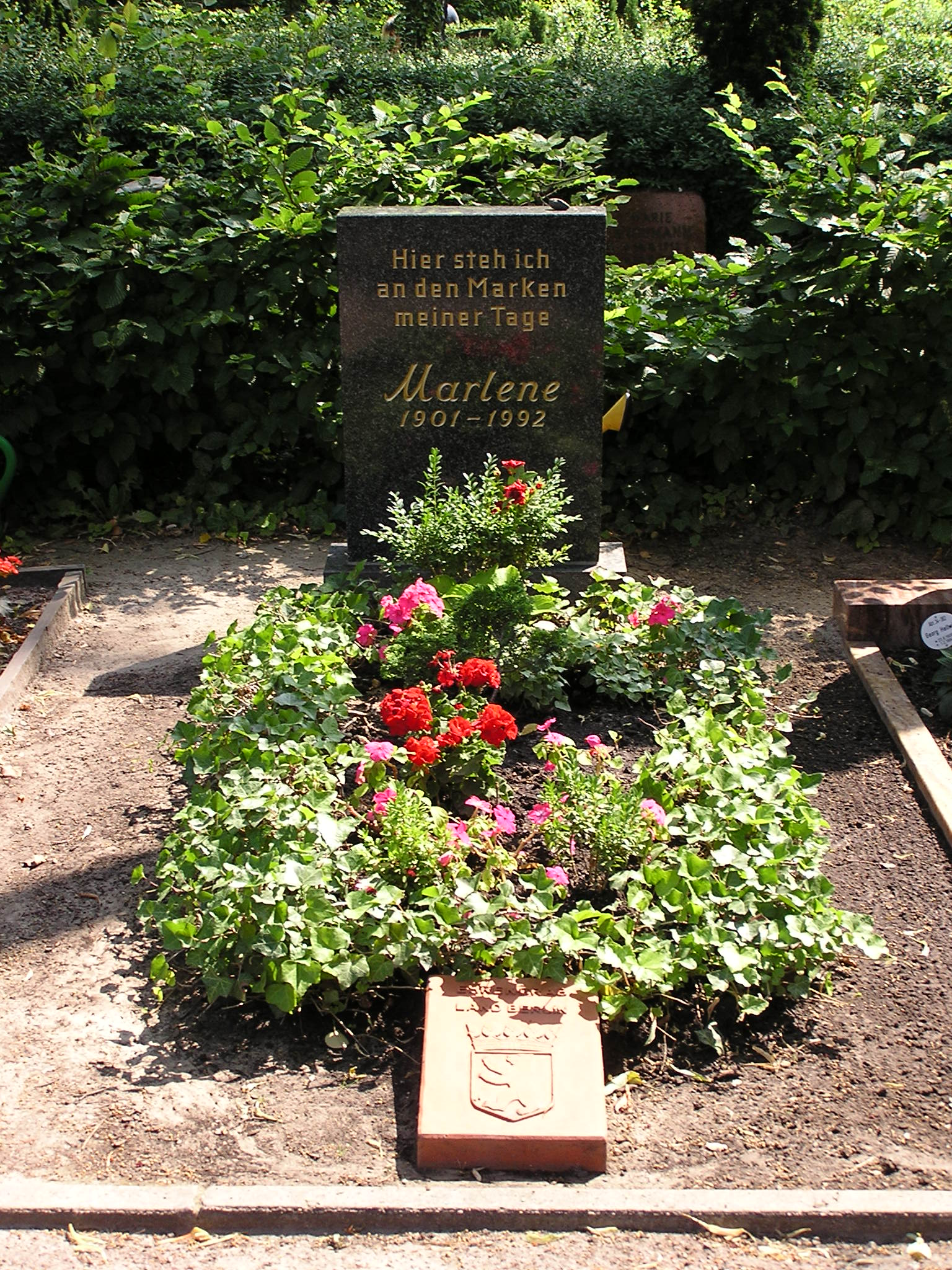
Надгробок Марлен Дітріх у Берліні. Напис: «Hier steh ich an den Marken meiner Tage» (Ось стою я перед віхою свого життя), що є перефразованою цитатою з сонету Прощання з життям (Abschied vom Leben) Теодора Кернера.

Останній раз Дітріх епізодично з'явилась у кіно у фільмі Просто жиголо (Schöner Gigolo, armer Gigolo 1979) з Девідом Боуї.
Маючи залежність від алкоголю та знеболювальних, Дітріх усамітнилася у своїй квартирі № 12 на авеню Монтень у Парижі, де провела останні 11 років життя, дозволяючи лише небагатьом родичам та прислузі входити до помешкання. В цей період вона писала багато листів та розмовляла телефоном, відбулася як автобіографістка, брала участь у політичному житті. У 1979 році опублікована її автобіографія, Nehmt nur mein Leben.
У 1982 році Дітріх погодилася взяти участь у створенні документального фільму про своє життя «Марлен» (Marlene, 1984), але відмовилася від зйомок. Режисерові фільму, Максиміліану Шеллу, було дозволено записувати лише голос. Він використовував своє інтерв'ю з мисткинею як основу для фільму, скомпонувавши кліпи, в яких вона брала участь протягом своєї кар'єри. Фільм здобув кілька призів європейського кіно, а також номінацію на Оскар за найкращий документальний фільм 1984 року. Ньюсвік назвав його «унікальним, можливо найбільш захопливим та бентежливим документальним фільмом про велику зірку кіно».
Дітріх підтримувала постійний контакт з дочкою, яка регулярно приїздила до Парижа провідати її. Біограф Девід Брет, з яким вона тісно потоваришувала, як вважають, був останньою людиною не з сімейного кола, з якою Дітріх спілкувалась, за два дні до смерті: «Я подзвонила, щоб сказати, що я люблю тебе, і тепер я можу померти».
В інтерв'ю німецькому журналу «Der Spiegel» у листопаді 2005 року дочка та онук Дітріх стверджували, що вона протягом років спокою залишалася політично активною: весь час підтримувала телефонні контакти зі світовими лідерами, в тому числі з Рональдом Рейганом та Михайлом Горбачовим, отримуючи щомісячні рахунки від телефонної компанії більш ніж на 3 000 доларів США. У 1989 році BBC Radio передало заклик Дітріх врятувати від закриття студію Бабельсберг, а у 1990 році телебачення озвучило її телефонне звернення з нагоди падіння Берлінської стіни.
Марлен Дітріх померла в 90-річному віці 6 травня 1992 року в Парижі від ниркової недостатності. Поминальна служба відбулася в церкві Сен-Мадлен у Парижі перед 3500 присутніми та великим скупченням шанувальників навколо церкви. Її тіло, вкрите французьким прапором, перевезли до Берліна, де вона була похована на кладовищі Städtischer Friedhof III в районі Фріденау, біля могили її матері та неподалік від дому, де вона народилася.

## Особисте життя
Марлен Дітріх була бісексуалкою. Мешкаючи у Берліні 1920-х років, вона відвідувала гей-бари та дреґ-шоу.
Дітріх була у шлюбі з Рудольфом Зібером, який пізніше став помічником режисера на Paramount Pictures у Франції і був відповідальним за дубляж. Дочка, Марія Елізабет Зібер, народилася в Берліні 13 грудня 1924 року, стала відомою як Марія Ріва, працювала акторкою, в основному на телебаченні. Коли Марія в 1948 році народила сина, Дітріх назвали «найгламурнішою бабусею у світі». У 1992 році Ріва опублікувала біографію матері під назвою «Марлен Дітріх».

## Пам'ять та спадщина
Оскільки американські організації не виявили жодного інтересу до майна Марлен Дітріх, 24 жовтня 1993 більшу його частину продано німецькому Музею кіно та телебачення Stiftung Deutsche Kinemathek, де воно стало основою виставки Берлінського кіномузею. Колекція має у своєму складі: понад 3 000 текстильних виробів, виготовлених з 1920-их по 1990-ті, зокрема, костюми з фільмів та сценічні костюми, а також понад тисячу предметів з особистого гардеробу Дітріх, 15 000 фотографій Сесіла Бітона, Горста П. Горста, Джорджа Гаррела, лорда Сноудона та Едварда Стайгена; 300 000 сторінок документів, зокрема листування з Бертом Бакараком, Юлом Бріннером, Морісом Шевальє, Ноелом Ковардом, Жаном Габеном, Ернестом Гемінгвеєм, Карлом Лагерфельдом, Ненсі та Рональдом Рейганами, Еріхом Марія Ремарком, Джозефом фон Штернбергом, Орсоном Веллсом та Біллі Вайлдером, а також інші предмети, такі як постери й звукозаписи.
Речі з квартири Дітріх у Мангеттені, а також інші особисті речі, такі як ювелірні вироби та предмети одягу, були продані 1 листопада 1997 року на відкритому аукціоні Сотбіс (Лос-Анджелес). Сама квартира, що знаходиться за адресою Парк-авеню 993, була продана в 1998 році за 615 000 доларів.

## Фільмографія
- 1922: So sind die Manner (Der kleine Napoleon)
- 1922: Tragodie der Liebe
- 1923: Der Mensch am Wege
- 1923: Der Sprung ins Leben
- 1925: Eine Dubarry von heute
- 1926: / (нім. Manon Lescaut)
- 1926: Der Juxbaron
- 1926: Der Tanzer meiner Frau
- 1926: Kopf hoch, Charly!
- 1926: Madame wunscht keine Kinder
- 1927: Prinzessin Olala
- 1927: Sein gro?ter Bluff
- 1927: Cafe Elektric
- 1928: Ich kusse Ihre Hand, Madame
- 1929: Das Schiff der verlorenen Menschen
- 1929: Die Frau, nach der man sich sehnt
- 1930: Gefahren der Brautzeit
- 1930: Der blaue Engel
- 1930: «Марокко» / (англ. Morocco)
- 1931: Збезчещена (Dishonored)
- 1932: Shanghai Express
- 1932: Blonde Venus
- 1933: Das hohe Lied (Song of Songs)
- 1934: Кривава імператриця / The Scarlett Empress
- 1935: Die spanische Tanzerin (The Devil is а Woman)
- 1936: Der Garten Allahs (The Garden of Allah)
- 1936: Бажання / Desire
- 1937: Engel (Angel)
- 1937: Tatjana
- 1937: Knight without armour
- 1939: Der groe Bluff (Destry rides again)
- 1940: Сім грішників / The Seven Sinners
- 1941: Вогонь Нового Орлеана / The Flame of New Orleans
- 1941: Herzen in Flammen (Manpower)
- 1942: Die Freibeuterin (The Spoilers)
- 1942: Pittsburgh
- 1942: The Lady is willing
- 1944: Follow the Boys
- 1944: Kismet
- 1946: Martin Roumagnac
- 1947: Золоті сережки / Golden Earrings
- 1948: Eine auswartige Affare (A Foreign Affair)
- 1949: Jigsaw
- 1950: Die rote Lola (Stage Fright)
- 1951: Die Reise ins Ungewisse (No Highway in the Sky)
- 1952: Engel der Gejagten (Rancho Notorious)
- 1956: «Навколо світу за 80 днів» / (англ. Around the World in 80 Days)
- 1957: Die Monte Carlo Story
- 1957: «Свідок обвинувачення» / (англ. Witness for the Prosecution)
- 1958: Im Zeichen des Bosen (Touch of Evil)
- 1961: Нюрнберзький процес / Das Urteil von Nurnberg
- 1962: The Black Fox, The True Story Of Adolf Hitler
- 1964: Zusammen in Paris (Paris when it Sizzles)
- 1972: I wish you Love
- 1978: Schoner Gigolo, armer Gigolo
- 1984: Marlene

## Інше

### Фільми, де сюжет пов'язаний з Дітріх
- Віола (англ. Viola)[26]